# Stor-Grössjön
Stor-Grössjön är en sjö i Sollefteå kommun i Ångermanland och ingår i Ångermanälvens huvudavrinningsområde. Sjön har en area på 2,05 kvadratkilometer och ligger 287 meter över havet. Sjön avvattnas av vattendraget Lafsan (Lövlundsån).

## Delavrinningsområde
Stor-Grössjön ingår i det delavrinningsområde (704764-151651) som SMHI kallar för Utloppet av Stor-Grössjön. Medelhöjden är 304 meter över havet och ytan är 9,23 kvadratkilometer. Räknas de 20 avrinningsområdena uppströms in blir den ackumulerade arean 172,31 kvadratkilometer. Lafsan (Lövlundsån) som avvattnar avrinningsområdet har biflödesordning 3, vilket innebär att vattnet flödar genom totalt 3 vattendrag innan det når havet efter 148 kilometer. Avrinningsområdet består mestadels av skog (67 procent). Avrinningsområdet har 2,05 kvadratkilometer vattenytor vilket ger det en sjöprocent på 22,2 procent.